# Onobrychis grandis
Onobrychis grandis är en ärtväxtart som beskrevs av Vladimir Ippolitovich Lipsky. Onobrychis grandis ingår i släktet esparsetter, och familjen ärtväxter. Inga underarter finns listade i Catalogue of Life.